# Gare de Varsovie-Zachodnia
La gare Varsovie-Ouest (en polonais : Dworzec Warszawa Zachodnia, c'est-à-dire : la gare de Varsovie-Ouest), est une gare ferroviaire souterraine de Varsovie. Elle est située dans l'arrondissement de Ochota, à Aleje Jerozolimskie, proche de Rondo Zesłańców Syberyjskich. 

## Histoire
La gare est construite selon le principe de la solution espagnole